# Daniel Calparsoro
Daniel Calparsoro López-Tapia (Barcellona, 11 maggio 1968) è un regista e sceneggiatore spagnolo.

## Biografia
Nato a Barcellona nel 1968, poco dopo, la sua famiglia si trasferì a San Sebastián. Parallelamente ai suoi studi in scienze politiche a Madrid, ha preso lezioni di cinema; ma è a New York che sviluppa la sua formazione cinematografica. Nel 1995 debutta come regista in Spagna con il film Salto al vacío.

## Vita privata
È stato sposato con l'attrice e cantante spagnola Najwa Nimri. È legato sentimentalmente all'attrice spagnola Patricia Vico, da cui ha avuto un figlio, Hugo.

## Filmografia

### Regista

#### Cinema
- Salto al vacío (1995)
- Pasajes (1996)
- Morire a San Sebastian (A ciegas) (1997)
- Asfalto (2000)
- Guerreros (2002)
- Ausentes (2005)
- Invasor (2012)
- Furious Speed - Curve pericolose (Combustión) (2013)
- Box 314 - La rapina di Valencia (Cien años de perdón) (2016)
- L'avvertimento (El aviso) (2018)
- Il silenzio della città bianca (El silencio de la ciudad blanca) (2019)
- Hasta el cielo (2020)
- Centauro (2022)
- Tutti i nomi di Dio (Todos los nombres de Dios) (2024)

#### Televisione
- El castigo – miniserie TV, 2 episodi (2008)
- La ira – miniserie TV, 2 episodi (2009)
- Inocentes – miniserie TV, 2 episodi (2010)
- Tormenta – miniserie TV, 2 episodi (2013)
- Víctor Ros – serie TV, 1 episodio (2016)
- Apaches – serie TV, 4 episodi (2015-2017)
- Todo por el juego – serie TV, 8 episodi (2018)
- In from the cold – serie TV, 2 episodi (2022)